# Unholan urut
Unholan urut  (рус. Орга́н забвения) — пятый студийный альбом финской рок-группы Viikate, вышедший в 2005 году.

## Об альбоме
Как и все предыдущие альбомы группы, выпущен не только на CD-диске, но и на виниловой пластинке, а также на аудиокассете, причём виниловая и кассетная версии альбома имеют также бонус-трек — «Vaarallista» (кавер-версия песни группы Mana Mana). «Unholan urut» стал первым альбомом группы, записанным в её новом составе — с участием гитариста Арво и басиста Эрво. Кроме того, в записи альбома приняли участие музыканты Йоуни Хюнюнен (Kotiteollisuus) и Марко Аннала (Mokoma).

## Список композиций
Автор текста и музыки ко всем песнам, за исключением #5 — Каарле Виикате
1. «Unholan urut» — 4:26
2. «Pohjoista viljaa» — 4:00
3. «Nämä herrasmiehet» — 4:25
4. «Ajakaa!» — 3:27
5. «Vaarallista»* — 4:42
6. «Vesi jota pelkäät» — 4:19
7. «Tie» — 4:01
8. «Autuaat» — 6:09
9. «Käki» — 4:02
10. «He eivät hengitä» — 5:36

* Бонус-трек, слова и музыка — Й. Мёммё

## Участники записи

### Группа
- Каарле Виикате — вокал, гитара, бас-гитара (треки 1, 2, 5, 7 и 10)
- Эрво Виикате — бас-гитара (треки 3, 4, 6, 8 и 9), орган Хаммонда, бэк-вокал
- Симеони Виикате — ударные
- Арво Виикате — бэк-вокал, гитара (трек 5)

### Приглашённые музыканты
- Марко Аннала (Mokoma) — бэк-вокал (трек 4)
- Йоуни Хюнюнен (Kotiteollisuus) — бэк-вокал (трек 6)
- Артту Куннасто (Rymäkkä) — гармонь (трек 8)